# Bent Albrectsen
Bent Albrectsen (21. juni 1930 på Frederiksberg – 11. januar 2000) var en dansk journalist. Han var søn af kunstmaler Svend Albrectsen, der levede et fattigt liv som kunstner og boheme sammen med sin kone, malerinden Marie Louise Albrectsen, f. Louis-Jensen. Forældrene blev skilt kort efter 2. verdenskrig. Bent Albrectsen er bror til Stig Albrectsen, (født 1939), og tegneren Klaus Albrectsen, (født 1932). Bent Albrectsen har skrevet om sin bror, Klaus: "Vi kendte hinanden så godt, at vi havde opgør med os selv, når vi skændtes. Hvis vi midlertidigt var enige, for eksempel om at udspionere den levende model i fars og mors atelier, var det under gensidig mistanke".

## Karriere
I 1946 sejlede Bent Albrectsen til Brasilien som matros. Han blev derefter ansat på Ærø Folkeblad fra 1. februar 1949, i de kommende år efterfulgt af ansættelser på Sydfyns Dagblad, Svendborg Avis, Næstved Tidende, Fyens Tidende og Ritzaus Bureau.
Bent Albrectsen var bosat i Thailand 1960 til 1964, hvorfra han skrev om Koreakrigen.
1. januar 1968 blev han Berlingske Tidendes korrespondent i London, og flyttede 1. januar 1970 til Washington som USA-korrespondent. Han arbejdede freelance i USA fra 1988 under signaturen AL for blandt andet for Politiken og Orientering og var en af dansk journalistiks fineste stilister, der både mundtligt og skriftligt var en fremragende og vidende fortæller med et særligt blik for detaljen og humoren i det menneskelige og politiske spil.
Bent Albrectsen har været på flere studieophold i vesteuropæiske og mellemøstlige lande.

## Hædersbevisning
I 1997 fik han De berlingske journalisters pris. Et uddrag af motivationen lyder: 'Prisen gives til en journalist, der har ydet en fremragende og enestående indsats i den skrevne presse. Bent Albrectsen har skrevet om USA i 27 år. Han har gjort det kærligt og kritisk, med indsigt og overblik. At være korrespondent i USA har altid været en af de mest eftertragtede stillinger i dansk presse.